# UTC+7:30
UTC+7:30 је временска зона која се користила у Сингапуру прво за летње рачунање времена, а касније и за стандардно време све до 1982. године.